# Эррера, Дионисио
Диони́сио Эрре́ра, полное имя Хосе Дионисио де ла Тринидад де Эррера-и-Диас дель Валье (исп. José Dionisio de la Trinidad de Herrera y Díaz del Valle; 9 октября 1781, Чолутека, Гондурас — 13 июня 1850, Сан-Висенте, Сальвадор) — политический деятель Центральной Америки, глава Гондураса и Никарагуа, сторонник либеральных идей. Приходился дядей генералу Франсиско Морасану.

## Биография
Родился в Чолутеке, в семье землевладельцев. Брат  Хосе Хусто де Эрреры.
Учился в университете Сан-Карлос города Гватемалы, где получил юридическую степень. Там же проникся либеральными идеями Французской революции. Был наставником своего племянника, генерала Морасана.
В 1820 году получил должность секретаря городского правительства Тегусигальпы. 16 сентября 1824 года стал первым главой Гондураса, после обретения независимости Соединённых Провинций Центральной Америки от Мексики. Во время президентства провел административно-территориальную реформу в стране, установив декретом первые территориальные подразделения Гондураса — департаменты: Комаягуа, Тегусигальпы (позднее Франсиско Морасан), Санта-Барбара, Йоро, Оланхо, Чолутека. 11 декабря 1825 года провозгласил первую конституцию Гондураса.
Либеральные реформы Эрреры вызвали недовольство в среде консерваторов. 10 мая 1827 года он был свергнут в результате государственного переворота во главе которого стоял полковник Хусто Милья. Эрреру заключили под стражу, где он оставался до 1829 года.
После освобождения генералом Морасаном, он был избран Верховным главой Никарагуа, и занимал свой пост с 10 мая 1830 года до ноября 1833 года, полагаясь на поддержку генерала Морасана. Он пытался осуществить различные либеральные реформы, но неудачно, из-за жесткого противодействия духовенства. В 1835 году был избран президентом Сальвадора, но не вступил в должность. В 1838 году он отдалился от политики, и работал учителем в Сан-Висенте. Там он оставался до своей смерти в 1850 году.